# ヨーン・リュングレン
ヨーン・リュングレン（John Arthur Ljunggren, 1919年9月9日 - 2000年1月13日）は、スウェーデンの元陸上競技選手。男子50km競歩の元世界最高記録保持者である。競歩の選手として1948年ロンドンオリンピックから5大会連続出場。ロンドン大会の50km競歩での金メダルをはじめ3つのメダルを獲得した選手である。

## 自己ベスト
- 20km競歩　1時間32分23秒 (1955年)
- 50km競歩　4時間19分40秒 (1956年)

## 主な実績
| 年   | 大会                 | 場所                       | 種目     | 結果 | 記録           |
| ---- | -------------------- | -------------------------- | -------- | ---- | -------------- |
| 1946 | ヨーロッパ陸上選手権 | オスロ(ノルウェー)         | 50km競歩 | 金   | 4時間38分20秒  |
| 1948 | オリンピック         | ロンドン(イギリス)         | 50km競歩 | 金   | 4時間41分2秒   |
| 1950 | ヨーロッパ陸上選手権 | ブリュッセル(ベルギー)     | 50km競歩 | 銀   | 4時間43分25秒  |
| 1952 | オリンピック         | ヘルシンキ(フィンランド)   | 50km競歩 | 9位  | 4時間43分45秒2 |
| 1956 | オリンピック         | メルボルン(オーストラリア) | 50km競歩 | 銅   | 4時間35分2秒   |
| 1956 | オリンピック         | メルボルン(オーストラリア) | 20km競歩 | 4位  | 1時間32分24秒  |
| 1960 | オリンピック         | ローマ(イタリア)           | 50km競歩 | 銀   | 4時間25分47秒0 |
| 1960 | オリンピック         | ローマ(イタリア)           | 20km競歩 | 7位  | 1時間37分59秒  |
| 1964 | オリンピック         | 東京(日本)                 | 50km競歩 | 16位 | 4時間29分9秒2  |
| 1964 | オリンピック         | 東京(日本)                 | 20km競歩 | 19位 | 1時間37分3秒   |